# Heinrich Struck

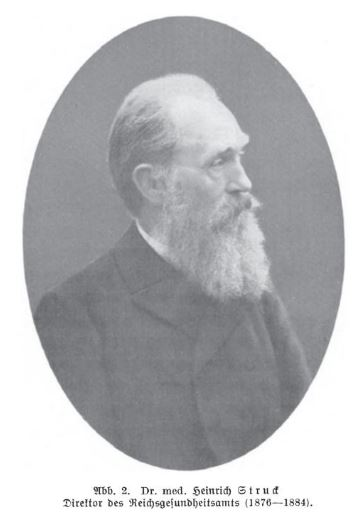
Heinrich Struck, Direktor des Reichsgesundheitsamts (1876–1884)

Heinrich Johann Struck (* 1825 in Borgloh; † 7. Dezember 1902 in Blankenburg (Harz)) war ein deutscher Generalarzt. Von 1876 bis 1884 war er erster Direktor des Kaiserlichen Gesundheitsamts.

## Leben
Struck begann seine Karriere als Auszubildender in einer Apotheke in Paderborn, bevor er ein Medizinstudium in Münster und Berlin absolvierte. 1854 wurde Struck promoviert. Seine Approbation erhielt Struck im Jahr 1857. Noch vor der Promotion war Struck in den Militärdienst eingetreten. Am Deutsch-Deutschen Krieg von 1866 nahm er als Stabsarzt teil. Nach dem Deutsch-Französischen Krieg wurde er 1872 zum Oberstabsarzt 2. Klasse befördert. Gleichzeitig wurde er Leibarzt von Otto von Bismarck. Der Reichskanzler war es auch, der Struck 1876 zum Direktor des neuen Reichsgesundheitsamtes ernannte. Dort stieg er 1882 zum Oberstabsarzt 1. Klasse auf. Die Position als Direktor des Reichsgesundheitsamtes füllte Struck bis 1884 aus. Sein Nachfolger war der Jurist  Karl Köhler. 1888 wurde Struck zum Generalarzt 2. Klasse und 1890 zum Generalarzt 1. Klasse ernannt.
Struck prägte die frühen Jahre des Reichsgesundheitsamtes und veranlasste die Herausgabe der Zeitschrift Veröffentlichungen des Kaiserlichen Reichsgesundheitsamtes.